# Megalopalpus latimargo
Megalopalpus latimargo är en fjärilsart. Megalopalpus latimargo ingår i släktet Megalopalpus och familjen juvelvingar. Inga underarter finns listade i Catalogue of Life.